# Parijs-Tours 1948
Parijs-Tours 1948 ofwel, de 42ste editie  werd verreden op zondag 25 april 1948. De wedstrijd had een lengte van 251 kilometer, startte in Parijs en eindigde in Tours.
De Fransman Louis Caput won de sprint van de kopgroep bestaande uit zes renners..
De wedstrijd onderdeel van de Challenge Desgrange-Colombo.

## Uitslag
| Plaats  | Naam                           | Ploeg                                   | Tijd     |
| ------- | ------------------------------ | --------------------------------------- | -------- |
| Winnaar | Louis Caput                    | Olympia-Dunlop                          | 5u49'27" |
| 2       | Robert Mignat                  | Olympia-Dunlop                          | z.t.     |
| 3       | Émile Idée                     | Peugeot-Dunlop                          | z.t.     |
| 4       | Jean Lauk                      | Métropole                               | z.t.     |
| 5       | Fermo Camellini                | Métropole                               | z.t.     |
| 6       | André Mahé                     | Stella-Dunlop                           | z.t.     |
| 7       | Briek Schotte                  | Alcyon-Dunlop                           | + 2'25"  |
| 8       | Adolfo Leoni                   | Legnano-Pirelli                         | z.t.     |
| 9       | Albert Ramon                   | Benoît Faure-Wolber                     | z.t.     |
| 10      | Lucien Lauk                    | Métropole                               | z.t.     |
|         |                                |                                         |          |
| =11     | Theo Middelkamp Gerrit Schulte | Garin-Wolber Dilecta-J.B. Louvet-Wolber | z.t.     |

1896 · 
1897 · 
1898 · 
1899 · 
1900 · 
1901 · 
1902 · 
1903 · 
1904 · 
1905 · 
1906 · 
1907 · 
1908 · 
1909 · 
1910 · 
1911 · 
1912 · 
1913 · 
1914 · 
1915 · 
1916 · 
1917 · 
1918 · 
1919 · 
1920 · 
1921 · 
1922 · 
1923 · 
1924 · 
1925 · 
1926 · 
1927 · 
1928 · 
1929 · 
1930 · 
1931 · 
1932 · 
1933 · 
1934 · 
1935 · 
1936 · 
1937 · 
1938 · 
1939 · 
1940 · 
1941 · 
1942 · 
1943 · 
1944 · 
1945 · 
1946 · 
1947 · 
1948 · 
1949 · 
1950 · 
1951 · 
1952 · 
1953 · 
1954 · 
1955 · 
1956 · 
1957 · 
1958 · 
1959 · 
1960 · 
1961 · 
1962 · 
1963 · 
1964 · 
1965 · 
1966 · 
1967 · 
1968 · 
1969 · 
1970 · 
1971 · 
1972 · 
1973 · 
1974 · 
1975 · 
1976 · 
1977 · 
1978 · 
1979 · 
1980 · 
1981 · 
1982 · 
1983 · 
1984 · 
1985 · 
1986 · 
1987 · 
1988 · 
1989 · 
1990 · 
1991 · 
1992 · 
1993 · 
1994 · 
1995 · 
1996 · 
1997 · 
1998 · 
1999 · 
2000 · 
2001 · 
2002 · 
2003 · 
2004 · 
2005 · 
2006 · 
2007 · 
2008 · 
2009 · 
2010 · 
2011 · 
2012 · 
2013 · 
2014 · 
2015 · 
2016 · 
2017 · 
2018 · 
2019 ·
2020 ·
2021 ·
2022 ·
2023 ·
2024 ·
2025